# Walerian Krywult
Walerian Krywult (ur. 21 listopada 1861 w Krakowie, zm. 1 stycznia 1939 tamże) – polski nauczyciel.

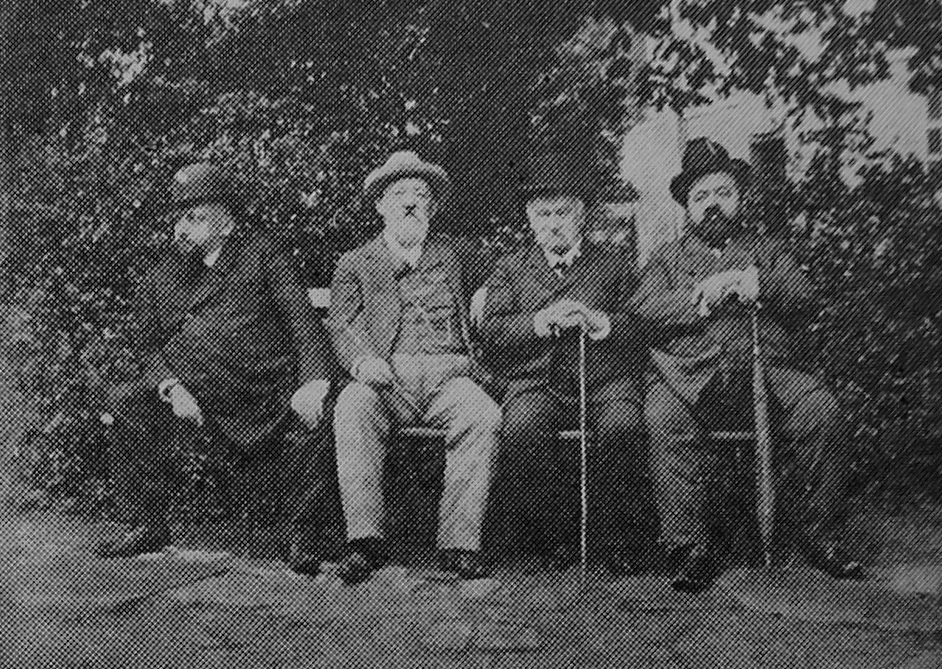
Pierwszy z lewej Walerian Krywult (1900). Pierwszy z prawej siedzi Hipolit Neuwirth

## Życiorys
Walerian Krywult urodził się 21 listopada 1861 w Krakowie. Był wyznania rzymskokatolickiego. Od 1873 uczył się w C. K. Gimnazjum św. Anny w Krakowie, które ukończył w 1880. Od 1880 do 1883 studiował na Wydziale Filozoficznym Uniwersytetu Jagiellońskiego. Specjalizował się w historii oraz w geografii pod kierunkiem naukowym profesorów Stanisława Smolki i Wincentego Zakrzewskiego. W listopadzie 1882 został wybrany wydziałowym Towarzystwa Wzajemnej Pomocy uczniów UJ na rok 1882/1883. Po ukończeniu studiów podstawowych kontynuował studia uzupełniające na niemieckim Uniwersytecie w Halle od 1883 do 1884. 
Reskryptem C. K. Rady Szkolnej Krajowej z 17 października 1886 jako kandydat stanu nauczycielskiego został mianowany zastępcą nauczyciela w C. K. Gimnazjum w Przemyślu. 26 października 1886 podjął tam pracę nauczyciela i uczył języka niemieckiego, geografii, historii. 18 maja 1887 złożył nauczycielski egzamin zawodowy w zakresie geografii oraz historii i od tego czasu liczyła się jego służba. Przed rozpoczęciem roku szkolnego 1888/1889 został przeniesiony z Przemyśla do C. K. II Gimnazjum we Lwowie z językiem niemieckim wykładowym, a wkrótce potem, Reskryptem C. K. Rady Szkolnej Krajowej z 2 września 1889 został skierowany do  C. K. IV Gimnazjum we Lwowie. Tam uczył języka polskiego, geografii, historii, języka niemieckiego
. Dekretem C. K. Rady Szkolnej Krajowej z 27 sierpnia 1891 jako zastępca nauczyciela został przeniesiony z C. K. IV Gimnazjum we Lwowie do C. K. Gimnazjum w Sanoku (w miejsce Stanisława Majerskiego). W tej szkole uczył języka niemieckiego, historii powszechnej, języka polskiego, geografii, propedeutyki filozofii oraz jako przedmiotu nadobowiązkowego historii kraju rodzinnego. Reskryptem C. K. Ministra Wyznań i Oświecenia z 24 czerwca 1892 został mianowany nauczycielem rzeczywistym z dniem 1 września 1892.
Rozporządzeniem C. K. Ministra Wyznań i Oświecenia z 6 lipca 1894 otrzymał opróżnioną posadę nauczyciela w C. K. Wyższej Szkole Realnej w Krakowie (przeniesiony rozporządzeniem C. K. Rady Szkolnej Krajowej z 10 sierpnia 1894). W tej szkole uczył historii, geografii oraz jako przedmiotu nadobowiązkowego historii kraju rodzinnego, był też zawiadowcą biblioteki nauczycielskiej. Około 1895 został zatwierdzony w zawodzie nauczycielskim i otrzymał tytuł c. k. profesora. Po przeprowadzonej lustracji szkoły w 1904 indywidualnym reskryptem C. K. Rady Szkolnej Krajowej otrzymał pochwałę za niezwykłe umiejętności i sposoby nauczania, za to, że potrafił doprowadzić materiał nauczania do czasów najnowszych, nie omijając przy tym rozwoju kultury, nauki i sztuki. W październiku 1905 otrzymał VII rangę w zawodzie. Wobec objęcia przez dyrektora zakładu, dr. Ignacego Petelenza, mandatu deputowanego do Rady Państwa, decyzją C. K. Rady Szkolnej Krajowej z 31 października 1907 powierzono zastępcy dyrektora szkoły, Walerianowi Krywultowi kierownictwo zakładu. Reskryptem C. K. Ministra Wyznań i Oświecenia z 6 sierpnia 1908 został zwolniony z kierownictwa zakładu. Najwyższym postanowieniem cesarza Franciszka Józefa z 30 listopada 1908 otrzymał tytuł c. k. radcy szkolnego z uwolnieniem od taksy. 9 października 1910 został napadnięty i zraniony podczas spaceru w stronę Woli Justowskiej. Pozostawał profesorem C. K. Wyższej Szkoły Realnej w Krakowie podczas I wojny światowej, a w całym roku szkolnym 1917/1918 przebywał na urlopie.
Po odzyskaniu przez Polskę niepodległości (1918) i nastaniu II Rzeczypospolitej pozostawał profesorem w dotychczasowym zakładzie, przemianowanym na Państwową Pierwszą Szkołę Realną w Krakowie, a następnie na VIII Państwowe Gimnazjum Matematyczno-Przyrodnicze im. Augusta Witkowskiego w Krakowie. Uczył nadal geografii i historii. Po 30 latach pracy w krakowskiej szkole, rozporządzeniem Ministra Wyznań Religijnych i Oświecenia Publicznego z 13 lipca 1924 i rozporządzeniem Kuratorium Okręgu Szkolnego Krakowskiego z 25 lipca 1924 został przeniesiony w stan spoczynku. Uroczystość jego pożegnania w szkole odbyła się 2 listopada 1924.
Został członkiem Towarzystwa Nauczycieli Szkół Wyższych. Przed 1914 przystąpił do Towarzystwa Historycznego we Lwowie. Podczas pracy uchodził za zwolennika wykorzystywania źródeł historycznych do celów nauczania. Był autorem podręcznika szkolnego, wydanego już w niepodległej Polsce, którego połowę nakładu przekazał ubogiej młodzieży, a ponadto kilkaset dzieł przekazał do biblioteki nauczycielskiej w VIII Gimnazjum.

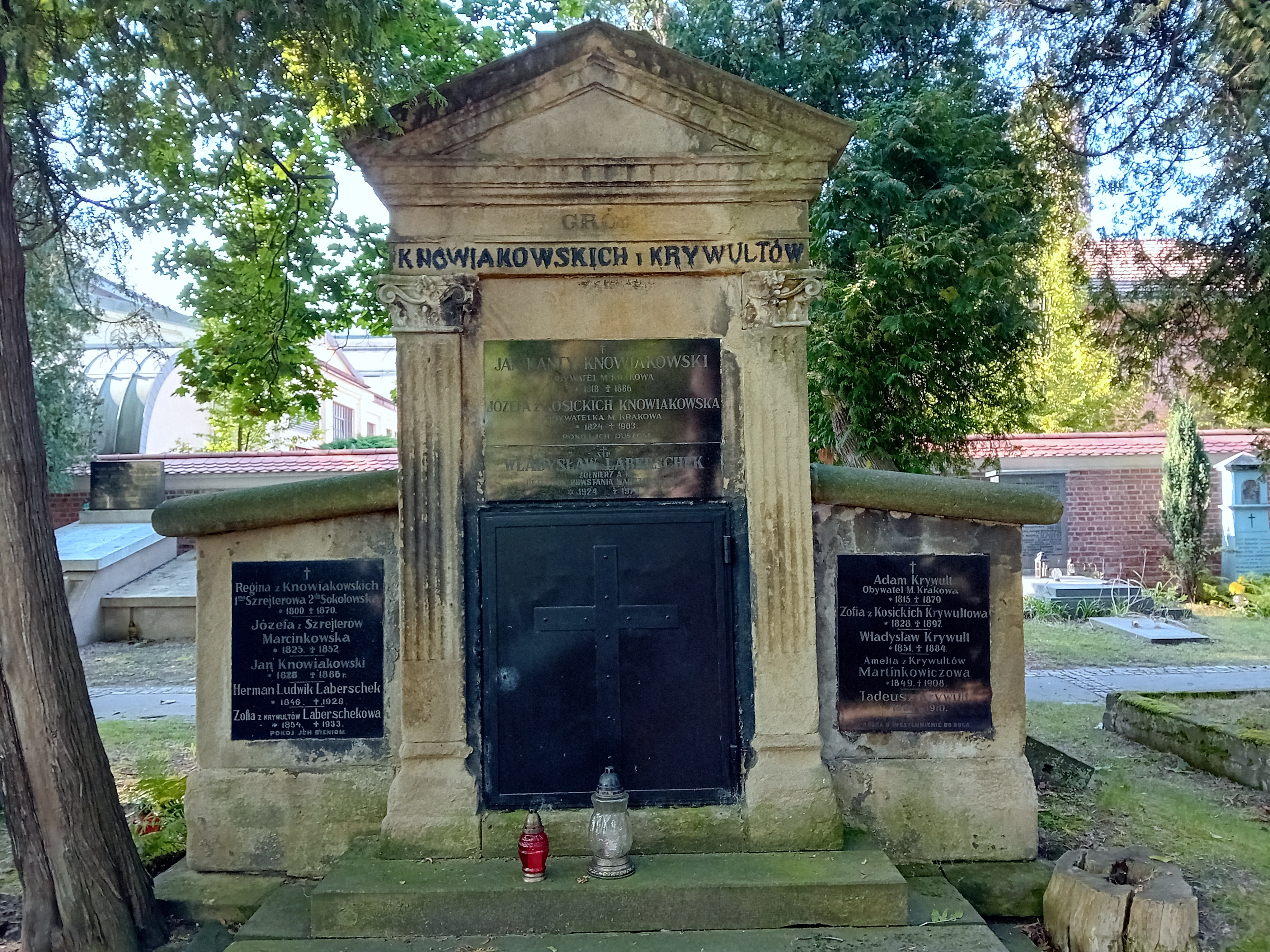
Grobowiec Knowiakowskich i Krywultów

Zmarł 1 stycznia 1939 w Krakowie. 5 stycznia 1939 został pochowany w grobowcu rodziny Krywultów, Knowiakowskich i Labercheków na cmentarzu Rakowickim w Krakowie (kwatera 19; w tym miejscu spoczął też Stanisław Krywult 1855-1911, radca Wyższego Sądu Krajowego).

## Publikacje
- Wspomnienie o zyciu i pismach Hugona Zathey'a (1897)[41]
- Rys dziejów politycznych ostatnich lat trzydziestu 1871-1904 (1904)[42]
- Klucz. Do kombinowania zagadnień historycznych według podręcznika dla abituryentów (1906)[43]
- Przygotowanie do egzaminu dojrzałości z historyi. Podręcznik dla abituryentów szkół średnich (wyd. 1 – 1905, wyd. 2 – 1906)[44][b][10]
- Historja powszechna i Polski (wyd. 3 – 1924)[45][46]

## Odznaczenia
austro-węgierskie
- Medal Jubileuszowy Pamiątkowy dla Cywilnych Funkcjonariuszów Państwowych (przed 1918)[28][47]
- Krzyż Jubileuszowy dla Cywilnych Funkcjonariuszów Państwowych (przed 1918)[28][47]